# Art Yard
ART YARD（アートヤード）は、国内／海外の著名アーティストのインタビューを中心にアート／音楽カルチャーを特集するフリーマガジンの発行、ならびに国内外の関連アーティストの映像制作／ジャケット・デザイン／同名の会場の企画・運営等をおこなっている、アート／音楽分野のディレクション集団の名称。

## 概要
Art Yardは国内外の音楽・アート・映像アーティストのインタビューを掲載しているフリーマガジン『Art Yard informer』の制作・発行を中心に、アート／音楽関連のイベントにおいて数多くの著名人が出演／展示をおこなっているスペース『artyard studio』の運営、モーモールルギャバン、8otto等のライブ撮影・PV撮影ならびにデザインワークなど、アート・音楽関連の企画／制作を独自に行っている日本のディレクション・グループである。その出発点であるフリーマガジンの創刊は2005年4月5日。創刊号表紙は『自殺サークル』、『愛のむきだし』『冷たい熱帯魚』などで知られる映画監督・園子温が飾っている。
誌面ではCOLDCUT、スパンク・ロック、The Posies、LITTLE CREATURES、Dj KENTARO、カジヒデキ、片寄明人（GREAT3）、Nokkoなどをカバーに迎え、ロング・インタビューを掲載。映像では園子温監督の他にも、映画『地雷を踏んだらサヨウナラ』の五十嵐匠監督、大森立嗣監督などを特集している。アートでは今井祝雄（元・具体美術協会会員）、増田龍治他のインタビューを掲載。2007年4月20日に第9号を発行し、表紙にはサマーソニック'07へ来日したWARP RECORDS（ワープ・レコーズ）のMaxïmo Park（マキシモ・パーク）が登場している。

2009年にはエレクトラグライドの特集やdigmeout特集（FM802のアートプロジェクト）を組むなど、国内外問わず様々なジャンルのアーティストを独自に取材しており、オフィシャルサイトでも誌面と同様のインタビューを掲載している。2005年4月の創刊号から9号までは季刊で発行（以降、不定期に発行）。2007年9月15日に10号を発行。表紙はアンダーワールド。クリエイティブ集団TOMATOの活動でも知られるアンダーワールドのメンバー、カールハイドのアートワークを多数掲載。また、邦楽ではサマーソニック'07に出演した8otto（オットー）の特集もおこなわれた。

2009年3月に大阪・なんばに音楽／アートの表現スペース、artyard studioを展開。同時に発行された11号でCAKE（ケイク）がカバーとインタビューに登場する。
2009年7月にはサマーソニック09に出演しているPLACEBO（プラシーボ）が表紙となる。また、オンライン限定で我那覇美奈のインタビュー、映画『ショート・バス』（ジョン・キャメロン・ミッチェル監督）において楽曲提供と役者として出演をしているScott Matthew（スコット・マシュー）来日時のインタビューをおこなっている。

2009年10月に13号を発行。WARP RECORDの20周年特集号として!!!、Flying lotus、Hudson Mohawke（ハドソン・モホーク）のインタビューが掲載。その他にはボーイズ・ノイズ、INO hidefumiのインタビューや、下北沢GARAGE15周年と連動した企画が掲載されている。
2010年4月に14号を発行。（カバー：ピエール瀧 / バックカバー：掟ポルシェ）インタビューには、ペトロールズ、THE BAWDIESが掲載されている。
2010年10月に15号を発行、元スケボーキングのSHIGEO（Vo/Guitar）インタビュー（カバー：スネオヘアー / バックカバー：篠原ともえ共にロング・インタビューが掲載されている）。

現在は雑誌活動の比重をオンラインへ移し、関連するアーティストをartyard studioへ招いた音楽イベントや興行に連動した特集記事を公式サイトにおいて掲載し、その一方でモーモールルギャバンをはじめ、LIQUIDROOMやCLUB QUATTRO、Shibuya O-EASTなどの会場において、公演するメジャー・アーティストらのライブ撮影や会場でのVJ・ジャケット・アート作家を招いての会場展示やデザイン制作／ディレクションなど、撮影や空間演出などもおこなっている。

## artyard studio
Art Yardが運営しているスペース、artyard studioへ現在までに出演している主な著名アーティスト
- S▲ILS（セイルズ）（中村佑介）（2009年）
- ペトロールズ（2010年）
- 少年ナイフ（2010年）
- アチコ（KAREN）&戸高賢史（ART-SCHOOL）（2010年）
- LOSTAGE（2010年）
- ゲイリー・ビッチェ（モーモールルギャバン）（2011年）
- 8otto（2011年）
- 山本ムーグ（Buffalo Daughter）（2011年）
- 篠原ともえ（u-zhaan、agraphが共に出演 2011年）

- また、artyard studioはホワイトキューブ状の空間であることから展覧会や撮影などの用途にも使われており、2011年にはsnoozer #084（2011年4月号/リトルモア ）において、8ottoのロング・インタビューの見開き用の撮影などで使用されているのが誌面クレジットからも確認できる。

2014年 3月 KORGとアートヤードのコラボレーション展覧会『tinyPIANO Exhibition』（コルグのデジタル・トイ・ピアノ"tinyPIANO"をモチーフとしたアート展覧会）を企画、KORG公式サイトと連携したアートフィルムなどを展開している。

## Art Yard メンバー
滝本章雄（代表）／滝本晴雄（編集長）／鈴木友美（副編集長）
※現在は三名で運営されている